# Kalensari (Compreng)
Kalensari is een bestuurslaag in het regentschap Subang van de provincie West-Java, Indonesië. Kalensari telt 4166 inwoners (volkstelling 2010).